# Čanj
Čanj (srbsky Чањ) je osada a přímořské letovisko v Černé Hoře. Je součástí opčiny města Bar, od něhož se nachází asi 14 km severozápadně. Vzhledem k tomu, že nejde o samostatnou vesnici, ale součást katastrálního území města Sutomore, není znám počet obyvatel.
V Čanji se nachází komplex hotelů, apartmánů a chat, které jsou v létě obývány turisty. V teplých měsících jsou zde otevřené také bary, restaurace a obchody. Zdejší pláž se jmenuje Biserna Obala (v překladu do češtiny perlové pobřeží) a je dlouhá asi jeden kilometr.
Severně od Čanje prochází silnice M-1.